# Hipstedt
Hipstedt é um município da Alemanha localizado no distrito de Rotenburg, estado da Baixa Saxônia.